# Zsiguli (film)
A Zsiguli egy 2004-ben készült színes, magyar vígjáték, amit Szőke András rendezett. A film legtöbb jelenetét Szolnokon forgatták.

## Történet
Valamikor a '90-es évek elején egy szolnoki rendőrpáros felgöngyölít egy fegyvercsempészési ügyet, nem kevés szabálytalanság kíséretében. Az ő történetüket meséli el Üveges professzor, amit nem lenne szabad, mert az ügyet 30 évre titkosították. A szereplők vallomásain keresztül bontakozik ki a történet a néző előtt.

## Szereplők
- Szarvas József – Endúrós (Tejtúrós Lajos)
- Gazdag Tibor – Ric (Wagner Richárd)
- Györgyi Anna – Szabó Piroska őrnagy
- Gáspár Sándor – Kálmán, belügyminiszter
- Szőke András – Üveges professzor/Kálmán látomása/tánctanár/őrült a gyógyfürdőben/kihallgató hangja
- Badár Sándor – Badár törzsőrmester és Krisztián
- Zelei Gábor – özv. Horváth Csabáné Margitka alias Szigorú/tükörtolvaj
- Kovács István – Kokó (önmaga)
- Lilienberg Ferenc – Kocsmáros (Kocsmáros Lajos)
- Fábry Sándor – Oldalkocsis és utasa
- Hajós András – tévébemondó
- Demjén Ferenc – "Memini" együttes (önmaga)
- Somló Tamás – "Memini" együttes (önmaga)
- Madarász Gábor – "Memini" együttes (önmaga)
- Bársony Attila – "Memini" együttes (önmaga)
- Jakupcsek Gabriella – rendőrnő
- Boka Gábor – Zorró
- Bornai Emma – stoppos lány 1
- Karay Szilvia – stoppos lány 2
- Lázár Kriszta – Szent Rita
- Kósa János – Uriel
- Kósa Krisztián – Ariel
- Fazekas Veronika – riporternő
- Botos Éva – fiatal rendőrnő
- Bagin István – kamiontelep vezetője
- Geltz Péter – Liszt Ottó
- Somosi Ildikó – lokál táncosnő
- Kásai Zsanett – Oldalkocsis lány
- Papp Sándor – portás
- Királyvári Zsolt – mérkőzésvezető
- Tárnai Attila – öngyilkos állampolgár
- Szegő András – Kokó segédje
- Bácskai Mihály – önmaga
- Szabados Mihály – szőke hajú vendég a kocsmában

## Érdekesség
A 69. percnél Gáspár Sándor bent ül egy szobában, és benyit hozzá egykori tanára Bácskai Mihály. Gáspár Sándor végig abban a hiszemben volt, hogy Badár Sándor jön majd be hozzá, és aztán előadnak egy improvizált jelenetet, amit meg is beszéltek, ez viszont átverés volt, amibe Szőke András beavatta Badár Sándort. Szőke András azt akarta, hogy Gáspár Sándor a teljesen meglepett személyt jatsza el, és mivel Gáspár Sándor egyáltalán nem volt felkészülve egykori tanára megjelenésére, így Szőke Andrásnak sikerült elérnie ezt a célját.

## Külső hivatkozások
- Zsiguli az Internet Movie Database oldalon (angolul)
- Zsiguli a PORT.hu-n (magyarul)
- Zsiguli a Filmkatalogus.hu-n
- Zsiguli a Kritikustomeg.org-on
- Werkfilm